# Plagiobothrys
- Commons
- Wikispecies

Plagiobothrys é um gênero de plantas pertencente à família Boraginaceae. Conhecida como Flor Pipoca.